# Чичерин, Александр Васильевич
Алекса́ндр Васи́льевич Чиче́рин (1793 — 17 августа 1813) — поручик 9-й роты Лейб-гвардейского Семёновского полка 5-го пехотного корпуса 1-й Западной армии, участник Отечественной войны 1812 года и Заграничного похода, автор дневника. Погиб в сражении под Кульмом.

## Биография
Происходил из русского дворянского рода Чичериных. Сын корпусного командира, генерала Василия Николаевича Чичерина, внук Санкт-Петербургского генерал-полицеймейстера, генерал-аншефа, сенатора Чичерина Николая Ивановича. Мать Екатерина Александровна Салтыкова была одной из двух дочерей переводчика Александра Михайловича Салтыкова и его жены Марии Сергеевны. Обе сестры — Екатерина и Мария — учились вместе в Смольном институте и окончили его в 1785 году. В родословных книгах и других источниках указывается, что женой отца Чичерина, была Екатерина, однако единственное дошедшее до нас письмо матери Чичерина подписано «М. Чичерина». Его младшая сестра, жившая вместе с матерью в имении под Могилевом после смерти матери в августе 1813 года переехала в Петербург к своей опекунше Роксандре Стурдзе. В 1816 году Мария вышла замуж за известного дипломата, религиозного философа и публициста Стурдза Александра Скарлатовича и в марте 1817 года умерла от родов. В детстве Чичерин и Стурдза виделись постоянно, так как имение родителей Стурдзы близ Могилева находилось рядом с имением бабушки Чичерина. Чичерин приходился дальним родственником Голицыной Наталье Петровне, состоял в дружеских отношениях с её дочерью Строгановой Софьей Владимировной, сыновьями Пётром, Борисом, Дмитрием и внуками: Александром и Владимиром. В доме у Голицыной он познакомился с губернатором Тамбовской губернии Державиным, русским поэтом Жуковским, и Карамзиным. По отцовской линии он приходился дальним родственником Почётного члена Петербургской Академии наук Чичерина. Двоюродный брат Чичерина, генерал от кавалерии Чичерин, Пётр Александрович во время Отечественной войны 1812 года был командиром Драгунского полка. Воспитателем Чичерина был Малерб — довольно известный в Москве преподаватель. Он обучал и декабриста Лунина — и Лунин впоследствии назвал Малерба в числе людей, наиболее сильно на него повлиявших; затем Малерб был гувернёром внука Голицыной Владимира Апраксина и, по настоянию бабушки, сопровождал его в действующей армии. Живя в Петербурге, Чичерин часто посещал дом Строганова, пользовался расположением всего семейства Строгановых, был в дружбе с его сыном Александром. В дневнике и письмах Чичерина с уважением и любовью часто упоминаются и П. А. Строганов. Во время войны Чичерин, как отмечается в его дневнике, встречался с П. А. Строгановым. Последний также упоминает об этих встречах в письмах к своей жене. До поступления в Пажеский корпус, Чичерин жил в доме своего деда (ныне исторически-архитектурный памятник Санкт-Петербурга), находившемся на углу Невского проспекта (дом 15) и реки Мойки (дом 59), у Зелёного моста.

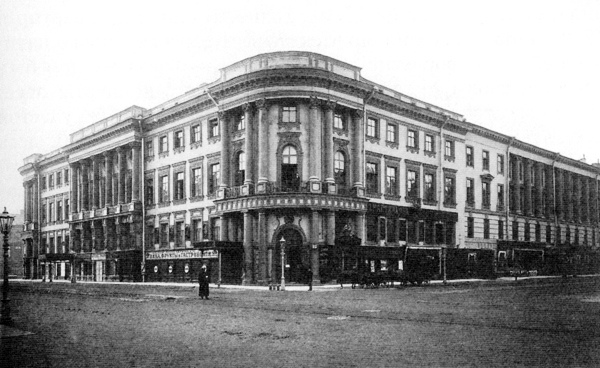
Дом, в котором жил Чичерин.

### Пажеский корпус
Александр Васильевич Чичерин поступил в Пажеский корпус. Состоял при царском дворе в службе пажом с 3 марта 1806 года; с 4 апреля 1808 года он — камер-паж;
в январе 1809 года состоял камер-пажом при Короле Фридрихе Вильгельме III, во время пребывания того в России. В 1809 году Чичерин окончил Пажеский корпус.

### Начало войны 1812 года
В том же 1809 году, 19 января, А. В. Чичерин был произведён в подпоручики Лейб-Гвардейского Семёновского полка. 5 октября 1811 года — поручик, офицер 9-й роты под командованием Павла Пущина, друга Пушкина. 9 марта 1812 года вместе с Семёновским полком он выступил из Санкт-Петербурга в поход. В марте 1812 года получил вызов на дуэль. Николай Муравьёв, с которым предстояло стреляться, описывал причину вызова так: «Когда была моя очередь вести колонновожатых на ученье, был приведен Семеновского полка батальон, в котором находился прапорщик Чичерин. Огня в камине не было, и Чичерин сказал при всех, что если колонновожатых водят на учение, то надобно заставить их таскать дрова в камин. Услышав сию насмешку, я написал ему письмо с предложением выбрать к следующему дню оружие и место для поединка». Муравьёв был настроен решительно и даже просил товарищей в случае его смерти стреляться с обидчиком по очереди. Товарищи с радостью согласились. Однако дуэль не состоялась.Участвовал в Бородинском сражении. 27 марта 1812 года в среду, после ухода Пущина в отпуск на 5 дней, Чичерин временно был назначен командиром 9-й роты. 6 октября Чичерин стоял вместе с полком в резерве при Тарутине. 11—12 октября — в резерве под городом Малоярославцем.
Из воспоминаний Чичерина:

Подходя к Малому Ярославцу, мы услышали сильную канонаду и провели остаток дня и всю ночь в версте от города. <…> Французы двумя корпусами пытались его взять. В полночь канонада ещё продолжалась. Наконец ночью, потеряв от 7 до 8 тыс. человек, они отступили вправо, а мы, понеся почти такие же потери, отошли на семь вёрст влево. Нами захвачено одиннадцать пушек, четыреста пленных; двенадцать человек утонуло, убито много лошадей. Сегодня вечером мы продолжаем преследовать неприятеля.
Вместе с ним в полку служили сыновья французского эмигранта де Броглио-Ревель, окончившие кадетский корпус и вступившие в Семёновский полк раньше Чичерина. Поручик Карл-Франциск-Владислав был убит в сражении при Кульме; его брат — штабс-капитан Альфонс-Гавриил-Октав участвовал в кампании 1812 г. и заграничном походе 1813—1814 гг. В 1816 г. он вышел в отставку, в 1826 г. привлекался по делу декабристов, но был оправдан. В сентябре 1812 г. в лагере под Подольском Чичерин в последний раз встретился со своим отцом.
В лагере под Малоярославецком в палатке Чичерина ночевал Кутузов.
Из воспоминаний Чичерина:

Прощайте, покой и сибаритское существование; усталый, грязный, полуголодный, без постели, я всё-таки готов благословлять небо, лишь бы успехи наши продолжались. Теперь у меня нет даже палатки. Сегодня утром светлейший (Кутузов — прим. Авт.) в весьма учтивых выражениях попросил её у меня, а я не так дурно воспитан, чтобы отказать. И вот я перебрался к Вадковскому, где очень неудобно; а в моей палатке укрыты судьбы Европы 
Чичерин принимал участие в Малоярославецком сражении; затем участвовал в преследовании неприятельских войск на протяжении всего пути отступления французской армии: от Малоярославца до границ Российской империи; далее, он участвовал в военных действиях на территории Саксонии.

### Смерть
16 августа 1813 года 3-й батальон получил задание: очистить от неприятеля занятую им вершину первой горы в проходе Богемских гор. Батальон выполнил эту задачу. Версты две от местности, где 3-й батальон встретился с неприятелем, находилась деревня, лежащая параллельно дороге, ведущей от Мирны к Теплицу, занятая неприятелем, обстреливавшим дорогу. Трём ротам 2-го батальона приказано было занять эту деревню деревня была занята батальоном. В это время прискакал казак и сказал, что большая дорога занята неприятелем. Полку пришлось отступать горами. Чичерин был смертельно ранен пулей в правый бок. 17 августа скончался в Праге от ран, полученных в сражении при Кульме, — где, в продолжение всего сражения, находился впереди храбрейших войнов, поддерживая в них дух храбрости и мужества и сохранял совершенный порядок в рядах их примером собственной неустрашимости.
Из воспоминаний Н. Н. Муравьёва:

Ермолов приказал 2-му батальону Лейб-гвардии Семёновского полка идти на защиту орудий. Никогда не видал я, что-либо подобного тому, как батальон этот пошёл на неприятеля. Небольшая колонна эта хладнокровно двинулась скорым шагом и в ногу. На лице каждого выражалось желание скорее столкнуться с французами. Они отбили орудия, перекололи французов, но лишились всех своих офицеров, кроме одного <…> Якушкина, который остался батальонным командиром…
Далее Муравьёв пишет о поведении Чичерина во время этой атаки:

…Поручик Чичерин примером своим ободрял солдат: он влез на пень, надел коротенький плащ свой на конец шпаги и, махая оной, созывал людей своих к бою, как смертоносная пуля поразила его сзади под лопатку плеча; лекаря не могли её вынуть, и он через несколько недель умер в ужасных страданиях. Чичерин к наружной красоте присоединил отличные качества души.

Когда Чичерин умирал, он попросил своего родственника генерала-майора Пашкова, отвезти в полк 500 рублей, с тем чтобы проценты этого капитала ежегодно выдавались одному из рядовых, тяжело раненому при Кульме.
Когда же таковых в полку останется не более пяти человек, то разделить весь капитал между ними, как последними свидетелями его, Чичерина, службы.
Из письма декабриста Якушкина Ивана Дмитриевич графу Толстому Ивану Николаевичу: «Ты не поверишь, как известия о Чичерине нас огорчили всех».

### Воспоминания современников
Из воспоминаний Муравьёва-Карсского: 

Дежурные смотрители водили колонновожатых учиться фронтовой службе в экзерциргауз, где их ставили во фронт для командования войсками. Это делалось по окончании экзаменов до объявления Высочайшим приказом производства в офицеры. Однажды, когда была моя очередь вести колонновожатых на ученье, был приведен Семёновского полка батальон, в котором находился прапорщик Чичерин, прекрасный собою и образованный молодой человек. Это случилось зимою, когда в камине экзерциргауза разводят огонь <…> На это время огня в камине не было <…> Чичерин сказал при всех, что если колонновожатых водят на учение, то надобно бы по крайней мере заставить их таскать дрова в камин. Услышав сию насмешку, я смешался <…>, но по возвращении домой, написал ему письмо, в котором напомнил дерзкие слова его и просил удовлетворения с предложением выбрать ему к следующему дню оружие и место для поединка. Между тем я пошёл к некоторым из представленных в офицеры колонновожатых и рассказав им о случившимся предложил, чтобы они в случае смерти моей, по очереди дрались бы после меня с Чичериным, пока его не убьют. Товарищи благодарили меня и с удовольствием приняли моё предложение. Но вскоре я получил от Чичерина ответ, которым он извинялся на трёх страницах в сказанных им словах <…> После сего я иногда видался с Чичериным и короче познакомился с ним".

### Память
Память о Чичерине осталась на мемориальных досках в Пажеском корпусе; в Праге на памятнике, посвящённом русским войнам, погибшим в Первую Отечественную войну. Памятник первоначально воздвигнут был на военном кладбище в пражском предместье Карлине у подножья Жижковой горы; ныне он находится на Ольшанском протестантском кладбище, куда был перенесён, вместе с останками русских воинов, в 1906 году, когда Карлинское кладбище было уничтожено. С двух сторон памятника на русском и немецком языках сделана следующая надпись: «Памятник храбрым русским офицерам, которые от полученных ими ран в сражениях под Дрезденом и Кульмом в августе месяце 1813 года в городе Праге померли. Да пребудет священ ваш прах сей Земле, незабвенными останетесь Вы своему Отечеству». На других двух сторонах, на чёрных мраморных досках (тоже по-русски и по-немецки) высечен список имён погребённых под памятником офицеров." Двенадцатым в списке из 45 имён названо имя поручика Лейб-гвардии Семёновского полка А. В. Чичерина.

## Дневник Чичерина
Александр Васильевич Чичерин оставил дневник на французском языке, который в настоящее время хранится в отделе редких книг Исторической библиотеки России. Начат «Дневник» 6 сентября 1812 года в лагере под Подольском, последняя запись в нём относится к 13 августа 1813 года и сделана она в Саксонии, в лагере Гроссе Котте, незадолго до битвы под Кульмом, в которой 20-летний Чичерин был смертельно ранен.

Дневник Александра Чичерина (1812—1813).

В предисловии к «Дневнику», Чичерин упоминает о том, что были ещё две тетради дневниковых записей, относящихся к 1812 году (хронологически они охватывали события с января по сентябрь 1812, включая выход русских войск из Петербурга в поход к границам России в марте; последующее отступление русской армии до Москвы; Бородинское сражение). Эти тетради были утеряны при отступлении из Москвы.
Внешне «Дневник» [6 сент. 1812 — 13 авг. 1813 г.] представляют собой небольшую тетрадь (приблизительно размером 20х25 см, объёмом в 278 страниц) в твёрдом коричневом переплёте, украшенном узкой рамкой из мелких золотых листиков (бумага английского производства 1808 года с водяными знаками). Написан дневник по-французски, красивым мелким убористым почерком, разными чернилами, без помарок и исправлений. Местами текст не поддаётся прочтению, вероятно ввиду того, что автор «Дневника» порой часто разбавлял чернила, а возможно, из-за плохого (рыхлого) качества бумаги.

Записи в «Дневнике» делались во время привалов, в перерывах между военными действиями. Текст «Дневника» содержит непосредственные впечатления от войны; каждая запись сопровождается датой и, часто, названием населённого пункта, где она сделана. Особый интерес вызывают рассуждения на разные темы (военные, философские и др.). Зачастую, автор даёт им названия: «Размышления о военной кампании», «Советы рассудка», «Искусство и природа», «Религия» и т. д. Чичерин на каждой странице оставляет место для примечаний и, порой, возвращается к предыдущим событиям и комментирует их. Впервые дневник был опубликован издательством «Наука» в 1966 году. Предисловие к нему написал советский военный историк Любомир Григорьевич Бескровный.

## Труды
- Дневник Александра Чичерина. 1812—1813. Архивная копия от 12 августа 2012 на Wayback Machine
- Чичерин А. В. Письма // Старина и новизна. М.,1914. Кн. 17, С. 361—373.